# Roland Pressat
Roland Pressat (né à Paris le 28 juin 1923 et mort à Colombes le 3 janvier 2020) est un démographe français. Il est l'un des créateurs de l'École française de démographie et auteur de nombreux ouvrages pédagogiques. Il a fait l'essentiel de sa carrière à l'Institut national d'études démographiques.

## Biographie
Roland Pressat est né le 28 juin 1923 à Montmartre (Paris 18e), d’un père majordome et d’une mère couturière. Sa famille déménageant à Donzy (Nièvre), il fait ses études à Cosne-sur-Loire, puis intègre l'École normale d'instituteurs de Nevers. Mais ces écoles étant fermées, en octobre 1941, par le gouvernement de Vichy, il continue ses études au lycée, puis passe à Paris une licence de mathématiques. Il loge alors chez Régis Blachère, qu'il considère comme son bienfaiteur, et obtient en 1945 un poste de démonstrateur vacataire au Palais de la découverte, qui lui permet de se découvrir une vocation de pédagogue.
Devenu professeur de mathématiques comme adjoint d'enseignement, il lit, en 1953, sur un mur du Grand Palais une petite affiche annonçant un recrutement à l’INED, situé non loin de là, 23 avenue Franklin-D.-Roosevelt. Il écrit alors au directeur, Alfred Sauvy, qui le reçoit et l'engage à l'essai pour un an, en l'envoyant s'inscrire à l'ISUP, où ses premiers maîtres en démographie sont Paul Vincent et Michel Huber.
Jean Bourgeois-Pichat partant alors à la Division de la Population de l'ONU, à New York, Roland Pressat est amené à seconder Louis Henry pour le suivi de la situation démographique de la France, et devient un spécialiste d'analyse démographique, tant théorique qu'appliquée.
Son premier article, « Vues générales sur la mortalité française depuis la guerre » (Population, INED, 1954-3, p. 477-506) est suivi de multiples autres.
À l'initiative de Jean Stoetzel et de Pierre George notamment, furent créés en 1957 des Instituts universitaires de démographie, à Paris (IDUP) et Bordeaux (IEDUB), habilités à délivrer des diplômes de 3e cycle, "Démographie générale" et "Expert démographe". À Paris, l’enseignement de l’analyse démographique revint à Louis Henry, qui confia alors les travaux pratiques à Roland Pressat. Ce dernier est alors chargé de rédiger un manuel de démographie à l’usage des étudiants. Les ouvrages pédagogiques de Pressat, traduits en de nombreuses langues, vont alors se succéder, jusqu'au Dictionnaire de démographie, qui fait toujours autorité.
"Roland Pressat n’a pas révolutionné l’enseignement de la démographie, il l’a tout simplement créé."
Il est pendant près de 20 ans l’auteur anonyme du Rapport au Parlement sur la situation démographique de la France  que l’Ined doit produire annuellement. Activité qui le conduit en 1970 à créer dans la revue de l’Ined, Population, une rubrique spéciale sur la Conjoncture démographique.
De 1973 à 1978, Pressat devient professeur au Département de démographie de l’Université de Montréal.
Il revient ensuite à l'INED.
Le 20 juin 1991, contraint par la loi, Roland Pressat prend sa retraite comme professeur d’université, à presque 68 ans. Il continue pendant de longues années à venir régulièrement à l’INED et de prodiguer conseils et critiques, parfois féroces, à ses collègues plus jeunes.

## Ouvrages
- L'Analyse démographique. Méthodes, résultats, applications (préface d'A. Sauvy), Paris, Presses universitaires de France, 1961, 403 p. Traduit en espagnol, polonais, russe.
- L'Analyse démographique. Concepts, méthodes, résultats (préface d'A. Sauvy, 2e édition entièrement refondue), Paris, Presses universitaires de France, 1969, 323 p. 3e édition, 1973. 4e édition refondue et augmentée, 1983. Traduit en américain, avec un avant-propos de Nathan Keyfitz, 1972, en italien, 1976, en roumain, 1974.
- Démographie sociale. Paris, Presses Universitaires de France, collection SUP, 1971. - 168 p. 2e édition, 1978. - 192 p. Traductions en anglais, espagnol, finnois, grec, italien, néerlandais.
- Démographie statistique. Paris, Presses Universitaires de France. 1972. - 196 p. Traductions en allemand, anglais, arabe, espagnol.
- Dictionnaire de démographie. Paris, Presses Universitaires de France, Paris, 1979. - VI-297 p., tabl., annexe. Traductions en anglais, arabe, espagnol, bulgare

## Source
Sardon, Jean-Paul, Blayo, Chantal, « Roland Pressat, un démographe éminent de l’équipe d’Alfred Sauvy », Les analyses de Population & Avenir, mars 2020, p. 1-17.  (ISSN 2552-2078)